# Гаагская конференция по международному частному праву
Гаагская конференция по международному частному праву — международная организация, которая создавалась с целью содействия постепенной унификации норм международного частного права (МЧП). Создана в 1893 году по инициативе Т. Ассера[уточнить]. В числе участников первой конференции от России был Ф. Ф. Мартенс. Согласно уставу, который вступил в силу в 1955 году, Гаагская конференция функционирует под эгидой Государственной комиссии Нидерландов по кодификации МЧП. Россия официально оформила своё членство в 2001 году.
Принятые конвенции:
- Конвенция по вопросам гражданского процесса (1954);
- Конвенция о вручении за границей судебных и внесудебных документов по гражданским и торговым делам (1965);
- Конвенция о получении за границей доказательств по гражданским и торговым делам (1970);
- Конвенция о международном доступе к правосудию (1980);
- Конвенция, отменяющая требование легализации иностранных официальных документов (1961);

В области семейного права:
- Конвенция о праве, применимом к алиментным обязательствам в отношении детей (1956);
- Конвенция о признании и исполнении решений по делам об алиментных обязательствах в отношении детей (1958);
- Конвенция о компетенции и применимом праве в отношении защиты несовершеннолетних (1961);
- Конвенция о заключении брака и признании его недействительным (1978);
- Конвенция о праве, применимом к режимам собственности супругов (1978);
- Конвенция о защите детей и сотрудничестве в области международного усыновления (удочерения) (1993).

Иные конвенции:
- Конвенция о праве, применимом к международной купле-продаже товаров (1955);
- Конвенция о коллизии законов относительно формы завещаний (1961);
- Конвенция о праве, применимом к дорожно-транспортным происшествиям (1971);
- Конвенция о праве, применимом к ответственности изготовителя (1973);
- Конвенция о гражданско-правовых аспектах международного похищения детей (1980);
- Конвенция о праве, применимом к международным договорам купли-продажи (1986) (не вступила в силу).

С февраля 2012 года начал свою работу Информационный Центр Гаагской конференции по международному частному праву в Московском государственном институте международных отношений (МГИМО) — совместный проект Гаагской конференции по международному частному праву и МГИМО в целях развития международного частного права, основной задачей которого является обеспечение доступа на территории РФ к информации о деятельности Гаагской конференции, а также содействие развитию международного частного права в целом.